# Dieudonné Gumedzoé
Dieudonné Gumedzoé (de son nom complet : Yawovi Mawuena Dieudonné Gumedzoé) est un universitaire d'origine togolaise spécialisé en recherche agronomique.

## Biographie
Diplômé de la faculté des sciences agronomiques de l'État à Gembloux (Belgique), Dieudonné Gumedzoé obtient une thèse d'État en agronomie en 1982 à l'Université de Laval. Titulaire d'une bourse du Centre de recherches pour le développement international en 1982, il obtient en 1985 un Ph.D. en agronomie dans la même université,.
Maître-assistant à l'université du Bénin à Lomé, il est nommé directeur adjoint de l'École Supérieure d'Agronomie (ESA) de l'établissement en 1992 où il poursuit ses recherches au laboratoire de virologie végétale en se spécialisant dans l'étude des légumes et la pathologie du soja.
Enseignant-chercheur et directeur de la recherche scientifique de l’université de Lomé,, il est actuellement rattaché au laboratoire de virologie et de biotechnologie végétales de l'École supérieure d'agronomie de Lomé. 
Réputé pour ses compétences en biologie moléculaire des virus des plantes, il est membre du conseil scientifique de l'Institut togolais de recherche agronomique et, depuis 2004, il est fellow à The World Academy of Sciences (en).
En 2013, il est nommé président de l'université des sciences et technologies du Togo et, la même année, directeur de l'école doctorale en sciences et technologies appliquées du Consortium pour le management de la recherche fondamentale et appliquée en Afrique au sud du Sahara.
Dieudonné Gumedzoé est également le modérateur de la Commission éthique d'environnement et des sciences biologiques du Comité consultatif national de bioéthique du Togo.
En février 2014, il est élu président de La Convention pour l'excellence et la valorisation de l'enseignement supérieur au Togo (CEVEST).

### Contributions à des ouvrages collectifs
- Atissime K. et Y.E., Dibahoma S., Gumedzoé M.Y.D. et Akpagana K.,« La détection des sérotypes de deux potyvirus des légumineuses (CABMV et B1CMV) dans des plantes adventices au Togo » in Emmanuel Picard (sous la dir. de), Biotechnologies : amélioration des plantes et sécurité alimentaire, Vernouillet, Éditions ESTEM, 2002, 598 p. (lire en ligne), p. 439-446 et 588
- Serge Hamon (éditeur scientifique), Des modèles biologiques à l'amélioration des plantes, Paris, IRD Éditions, 2001, 893 p. (lire en ligne), p. 7, 691, 764, 766 et 878

### Rapport
- C. de Souza et M.Y.D. Gumedzoé, Rapport d'étude thématique : Étude sur la recherche & développement, Lomé, Ministère de l'Industrie, du Commerce et du Développement de la zone franche du Togo, 2000, 62 p. (lire en ligne)

### Articles
- (en) Gumedzoe, M. Y.; Sunu, D. Y.; Thottappilly, G. et Asselin, A., « Importance of cowpea mottle virus and cowpea yellow mosaic virus in Togo », Phytoprotection, vol. 71, no 2,‎ 1990, p. 85-91 (ISSN 0031-9511, lire en ligne)
- M.Y. Gumedzoe, D.Y. Sunu, G. Thottappilly et A. Asselin, « Importance du virus de la marbrure de niébé et du virus de la mosaïque jaune du niébé au Togo », Phytoprotection, vol. 71, no 2,‎ 1990, p. 85-91 (lire en ligne)
- M.Y.D. Gumedzoe, « Principaux virus du niébé (Vigna unguiculata L. Walp) au Togo », Cahiers Agricultures, vol. 2, no 5,‎ 10 septembre 1993, p. 352-355
- (en) Thottappilly, G.; Hamilton, R. I.; Huguenot, C.; Rossel, H. W.; Furneaux, M. T.; Gumedzoe, M. Y.; Shoyinka, S. A.; Naik, D. M.; Konate, G.; Atcham-Agneroh, T.; Haciwa, H. C.; Anno-Nyako, F. O.; Saifodine, N.; Wangai, A.; Lamptey, P.; Gubba, A.; Mbwaga, A. M.; Neya, J. et Offei, S. K., « Identification of cowpea viruses and their strains in tropical Africa - an international pilot project », IITA Research, vol. 10,‎ 1995, p. 12-15 (ISSN 1115-3067, lire en ligne)
- (en) Gumedzoe, M.Y.D.; Thottappilly, G. et Asselin, A., « Occurrence of southern bean mosaic virus (SVMV) in Togo and its interaction with some cowpea cultivars », African Crop Science Journal, vol. 4, no 2,‎ 1996, p. 215-222 (lire en ligne)
- (en) Nono-Womdim R., Gumedzoe, M.Y.D. et Fontem, D.A, « Biological constraints in tomato production in the western highlands of Cameroo », Tropicultura, vol. 16-17, no 2,‎ 1998-99, p. 89-92 (lire en ligne)
- (en) Mouhoubè Ako1, Fritz Schulthess1, Mawuena Y. D. Gumedzoe et Kitty F. Cardwell, « The effect of Fusarium verticillioides on oviposition behaviour and bionomics of lepidopteran and coleopteran pests attacking the stem and cobs of maize in West Africa », Entomologia Experimentalis et Applicata, vol. 106, no 3,‎ 13 mars 2003, p. 201-210 (lire en ligne)
- (en) Traore O., Pinel Agnès, Hébrard Eugénie, Gumedzoe M.Y.D., Fargette Denis, Traore A.S. et Konate G., « Occurrence of resistance-breaking isolates of Rice yellow mottle virus in West and Central Africa », Plant Disease, vol. 90, no 3,‎ 2006, p. 259-263 (ISSN 0191-2917, lire en ligne)
- O. Traoré, E.V.S. Traoré, M.Y.D. Gumedzoé et G. Konaté, « Diagnostic sérologique des isolats soudano-sahéliens du virus de la panachure jaune du riz (Rice Yellow Mottle Virus, RYMV) », Tropicultura, vol. 26, no 2,‎ 2008, p. 74-77 (ISSN 0771-3312, lire en ligne)
- (en) K.D. Adjata, E. Muller, M. Aziadekey, Y.M.D. Gumedzoe et M. Peterschmitt, « Incidence of Cassava Viral Diseases and First Identification of East African cassava mosaic virus and Indian cassava mosaic virus by PCR in Cassava (Manihot esculenta Crantz) Fields in Togo », American Journal of Plant Physiology, vol. 3, no 2,‎ 2008, p. 73-80 (ISSN 1557-4539, lire en ligne)
- (en) K. D. Adjata, E. Muller, M. Peterschmitt, O. Traore et Y. M.D. Gumedzoe, « Molecular Evidence for the Association of a Strain of Uganda Variant of East African Cassava Mosaic Virus to Symptom Severity in Cassava (Manihot esculenta Crantz) Fields in Togo », American Journal of Biochemistry and Biotechnology, vol. 5, no 4,‎ 2009, p. 196-201 (lire en ligne)
- (en) M. Zandjanakou-Tachin1, I. Vroh-Bi2, P. S. Ojiambo1, A. Tenkouano4, Y. M. Gumedzoe et R. Bandyopadhyay, « Identification and genetic diversity of Mycosphaerella species on banana and plantain in Nigeria », Plant Pathology, vol. 58, no 3,‎ juin 2009, p. 536-546 (lire en ligne)
- (en) A.K. Tounou, C. Kooyman, O.K. Douro-Kpindou, Y.M. Gumedzoe & H.M. Poehlingn, « Laboratory assessment of the potential of Paranosema locustae to control immature stages of Schistocerca gregaria and Oedaleus senegalensis and vertical transmission of the pathogen in host populations », Biocontrol Science and Technology, vol. 21, no 5,‎ 4 avril 2011, p. 605-617 (lire en ligne)
- H Boudaa, L.A Tapondjoua, D.A Fontemb et M.Y.D Gumedzoec, « Effect of essential oils from leaves of Ageratum conyzoides, Lantana camara and Chromolaena odorata on the mortality of Sitophilus zeamais (Coleoptera, Curculionidae) », Journal of Stored Products Research, vol. 37, no 2,‎ avril 2011, p. 103-109 (lire en ligne)
- (en) Amadou Touré, Jonne Rodenburg, Kazuki Saito, Sylvester Oikeh, Koichi Futakuchi, Dieudonné Gumedzoé et Joel Huat, « Cultivar and Weeding Effects on Weeds and Rice Yields in a Degraded Upland Environment of the Coastal Savanna », Weed Technology, vol. 25, no 3,‎ 2011 (lire en ligne)
- (en) Tounou Agbéko Kodjo, Mawussi Gbénonchi, Amadou Sadate, Agboka Komi, Gumedzoe Yaovi Mawuena Dieudonné et Sanda Komla, « Bio-insecticidal effects of plant extracts and oil emulsions of Ricinus communis L. (Malpighiales: Euphorbiaceae) on the diamondback, Plutella xylostella L. (Lepidoptera: Plutellidae) under laboratory and semi-field conditions », Journal of Applied Biosciences, vol. 43,‎ juillet 2011, p. 2899–2914 (ISSN 1997-5902, lire en ligne)
- (en) KD Ayisah et YMD Gumedzoe, « Genetic diversity among yam mosaic virus (YMV) isolates infecting yam of the complex Dioscorea cayenensis rotundata in Togo », International Journal of Biological and Chemical Sciences, vol. 6, no 3,‎ 2012 (lire en ligne)
- (en) Amadou Touré, Jean Mianikpo Sogbedji et Yawovi Mawuena Dieudonné Gumedzoé, « The critical period of weed interference in upland rice in northern Guinea savanna: Field measurement and model prediction », African Journal of Agricultural Research, vol. 8, no 17,‎ mai 2013, p. 1748-1759 (lire en ligne)
- (en) Adjata Kossikouma Djodji, Emmanulle Muller, Michel Peterschmitt et Yawovi Mawuena Dieudonne Gumedzoe, « Unexpected Molecular Variability of Begomovirus Infecting Cassava (Manihot esculenta Crantz) in Togo », American Journal of Biochemistry and Molecular Biology,‎ 28 septembre 2013 (ISSN 2150-4210, lire en ligne)

### Note de recherche
- Koffi Akpagana, Kudzo Atsu Guelly et Yawovi Mawuéna Gumedzoe, « Répartition géographique d’une plante adventice introduite au Togo : Chromolaena odorata (L.) King & Robinson (syn. : Eupatorium odoratum L.) », Cahiers Agricultures, vol. 2, no 4,‎ 1993 (lire en ligne)

### Colloques
- Ptcholo Aklisso, Boher Bernard et Gumedzoe Y.M, « Étiologie d'une pourriture des tiges et des racines du manioc (Manihot esculenta Crantz) sur le plateau de Danyi au Togo », Journées Universitaires du Bénin,‎ juin 1991 (lire en ligne)
- (en) M.Y. Gumedzoe, « Major virus diseases of medicinal plants in West Africa », ISHS Acta Horticulturae, vol. 331, no 2,‎ 1993, p. 307-310 (ISSN 0567-7572, lire en ligne)
- Gumedzoe M.Y.D., « Les maladies virales des cultures vivrières en Afrique (cas du manioc) », Actes du Séminaire sur les Biotechnologies, Biosécurité et Biodiversité (Facultés des sciences de Yaoundé),‎ 2011
- Gumedzoe Y.M.D.; Adjata K.D.; Muller E.; Ayissah D.; Peterschmitt M.; Aziadekey K. M.; Sere Y.; Mande S. et Thottappilly G., « Contribution à l’étude des interactions virus - cultures vivrières en Afrique de l’Ouest : Principaux acquis et perspectives », XIes Journées Scientifiques du réseau "Biotechnologies végétales / Amélioration des plantes et sécurité alimentaire" de l’Agence universitaire de la Francophonie,‎ juin-juillet 2008 (lire en ligne)